# Licofrão I de Feras
Licofrão ou Licofron (Lycophron) foi um tirano de Feras.
No segundo ano da 96a olimpíada, Médio, governante de Larissa, na Tessália, lutou contra Licofrão, tirano de Feras. Médio capturou Farsalos, que tinha uma guarnição de lacedemônios, tomando a população como butim enquanto os tebanos e argivos, seus aliados, tomaram Heracleia da Traquínia, assassinando os lacedemônios mas deixando os demais peloponésios irem embora.
William Smith especula se ele seria o pai do tirano Jasão de Feras.